# Manuel Magallanes Otero
Manuel Magallanes Otero; (* Santiago, 1793 - † Colina, 4 de enero de 1862). Hijo de Juan José Magallanes e Isabel de Otero. Fue catedrático de la Real Academia de San Luis. Se afilió muy temprano a la causa emancipadora, participando en la Batalla de Rancagua de 1814. Emigró a Argentina tras la derrota patriota. Después del retorno de la Independencia (1817), se retiró de la vida pública y se dedicó a la minería en la provincia de Atacama.

## Actividades Políticas
- Edecán de José Miguel Carrera (1812-1813)
- Subteniente de la Academia Militar (1817).
- Diputado representante de Osorno (1822-1823).
- Diputado representante de Osorno y Llanquihue (1823-1824)
- Diputado representante de Valdivia y La Unión (1824-1825)
- Diputado representante de Talca, Curepto y Lontué (1825-1826)
- Diputado representante de Valparaíso y Casablanca (1827-1828)